# Meer van Campotosto
Het Meer van Campotosto (Italiaans: Lago di Campotosto) is een meer in de Italiaanse provincie L'Aquila (regio Abruzzen). Het ligt in het Nationaal Park Gran Sasso e Monti della Laga ten zuiden van het massief van de Monti della Laga waarvan de Monte di Mezzo boven het meer uittorent.
Het Meer van Campotosto is ontstaan in de jaren veertig met de bouw van drie stuwdammen die het water van de Fucino opvingen. Aan het meer ligt een plaats: Campotosto, waar het naar vernoemd is. Gedurende de winter komt het regelmatig voor dat het Meer van Campotosto geheel dichtvriest.
De weg rondom het meer is vanwege de geringe hoogteverschillen en het uitzicht op het massief van Gran Sasso erg geliefd bij wielrenners.
Albano · 
Alserio · 
Annone · 
Barrea · 
Bolsena · 
Bracciano · 
Campotosto · 
Comabbio · 
Como · 
Endine · 
Garda · 
Garlate · 
Idro · 
Iseo · 
Ledro · 
Lugano · 
Maggiore · 
Mergozzo · 
Misurina · 
Monate · 
Orta · 
Pusiano · 
Trasimeno · 
Varese · 
Vico · 
Viverone